# 克拉克森 (內布拉斯加州)
克拉克森（英語：Clarkson）是位於美國內布拉斯加州科爾法克斯縣的城市。

## 人口
根據2020年美國人口普查的數據，克拉克森的面積為2.05平方千米，皆為陸地。當地共有人口641人，而人口密度為每平方千米313人。